# دانيال مكينون
دانيال مكينون (بالإنجليزية: Daniel McKinnon)‏ هو لاعب هوكي الجليد أمريكي، ولد في 21 أبريل 1922 في وليامز في الولايات المتحدة، وتوفي في 6 أغسطس 2017 في غراند فوركس في الولايات المتحدة.

## وصلات خارجية
- دانيال مكينون على موقع EliteProspects.com (الإنجليزية)
- دانيال مكينون على موقع أوليمبيديا (الإنجليزية)